# Krásnovce
Krásnovce – wieś (obec) na Słowacji położona w kraju koszyckim, w powiecie Michalovce. Pierwsze wzmianki o miejscowości pochodzą z roku 1403. 
Według danych z dnia 31 grudnia 2012, wieś zamieszkiwało 619 osób, w tym 316 kobiet i 303 mężczyzn.
W 2001 roku rozkład populacji względem narodowości i przynależności etnicznej wyglądał następująco:
- Słowacy – 98,46%
- Czesi – 0,34%
- Rusini – 0,34%
- Ukraińcy – 0,34%
- Węgrzy – 0,34%

Ze względu na wyznawaną religię struktura mieszkańców kształtowała się w 2001 roku następująco:
- Katolicy rzymscy – 35,16%
- Grekokatolicy – 15,27%
- Ewangelicy – 26,59%
- Prawosławni – 13,38%
- Ateiści – 2,06%
- Nie podano – 0,34%